# Sopó
Sopó es un municipio colombiano ubicado en el departamento de Cundinamarca. Forma parte de la provincia de Sabana Centro. Se sitúa a 39 kilómetros al norte de Bogotá. Fue fundado en 1653 por fray Francisco Chacón. Integra el área metropolitana de Bogotá según el censo del DANE de 2005. 

## Toponimia

### Origen lingüístico[3]
- Familia lingüística: Chibcha
- Lengua: Muysccubun

### Significado
El topónimo Sopó, en muysccubun (idioma muisca), que significa ‘piedra’ o ‘cerro fuerte’. Sopó presenta los vocablos so-zo "piedra", "acción de poner", po-po'o "fuerza", "endurecimiento".

### Origen / Motivación
El municipio lleva el nombre del cacique Sopó, quien gobernaba el territorio a la llegada de los colonizadores españoles y ejercía el oficio de recaudador de impuestos a órdenes del cacique Guatavita.

### Nombres históricos
- Sitio de Cueca (1653)
- San Salvador de Sopó (siglo XVII).

## Historia
Sopó es uno de los municipios asentados en una zona donde se han encontrado las evidencias humanas más antiguas en el altiplano cundiboyacense.

### Época prehispánica
Es un periodo denominado así por la "Laguna de la Herrera", ubicada en Mosquera, Cundinamarca. Esta época, que data de antes de la llegada de los muiscas, se caracterizó por la fabricación de utensilios de piedra, objetos en cerámica y el cultivo del maíz y otras plantas. En Sopó se encontraron importantes evidencias en tres sitios: Brujas, Carrizalito y Meusa, donde se asentaban 2 a 4 viviendas.
El periodo muisca temprano se caracteriza por la dispersión de las comunidades, pero a la vez la disminución del área poblada, junto con la llegada de nuevos pobladores por los hallazgos arqueológicos que datan de esta época. En el periodo muisca tardío ya se pueden reconocer tres asentamientos, probablemente asociados a los tres pueblos hallados por los conquistadores durante la colonia: Meusa, aún disperso, Cueca y Sopó, y un asentamiento denominado Teusacá que se encontraba junto al río.

### Época hispánica
Una vez establecidos los españoles en las tierras de los muiscas, se otorgan encomiendas a los conquistadores de Gonzalo Jiménez de Quesada, Belalcazar y Federman. En el pueblo por "Real cédula de Felipe II de 22 de diciembre de 1559 se dio a Juan Alonso, (...) la encomienda de Cueca que antes poseía Juan Fuerte (su suegro)" y a Francisco de Céspedes "Tunjaque (La Calera), Mesua (Meusa) y Suaque".
Los Muiscas no eran un pueblo congregado, sino que estaban dispersos en las zonas que habitaban en familias o capitanías. Por ejemplo en 1639 en la visita de Gabriel de Carvajal se refiere a al pueblo "es tierra seca, fria y falta de agua", también describe las parcialidades de Sopó, Meusa y Cueca dividida la primera en Canchona del cacique Diego, Suta, Musvita y Gacha; la segunda en Meusa y Suta; y la tercera dividida en Canchona, Suta y Queyontiba. Agrega también que el sitio de Meusa es mejor para poblar; sin embargo nunca se lleva a cabo el traslado. El día 24 de agosto en la misma visita Carvajal vio las tierras y les adjudicó a los nativos tierras para su cultivo o explotación, libres de la incidencia de sus vecinos españoles:
- 1300 pasos (alrededor de un 1 km) desde el bohio de Juan Bosquetiva hacia Unta y Toquencipa, "que se tomaron desde la quebrada Rusqueta hasta la nombrada Guanefista (cuya división sería el camino que actualmente conduce a Briceño)
- 1300 pasos hacia Santafé desde la quebrada Sequela, "que pasa junto a los bohios de Cueca, hasta el sitio Chiguatea o Chiguaquira"

Junto a las tierras de los indios pero fuera de los resguardos, algunos españoles se asentaron en estas tierras no exentas de disputas, formando grandes latifundios que en menor medida perduran hasta nuestros días, entre ellos los encomenderos ya mencionados, quienes tenían la obligación de tener estancia cerca a los resguardos con la responsabilidad de supervisar, doctrinar y controlar a los nativos, de esta manera Francisco de Céspedes una vez muerto deja responsable a su esposa Isabel Galeano la encomienda de Mesua, Suaque y Tunjaque; las dos últimas del actual municipio de la Calera, luego ella se vuelve a casar con Gaspar Rodríguez que había recibido las de Sopó y Cueca, tierras que a través de los años heredarían sus descendientes de apellidos: Sanz de Santamaría, Ortega, Ricaurte, Valenzuela, Vargas, París, Pulido, Acosta, Chacón entre otros. Además se asentarían otros españoles o vecinos que arrendaban o poseían pequeñas estancias en comparación a los primeros, entre quienes figuran apellidos como: Baracaldo que tienian tierras al norte limitando con Tocancipa y posteriormente establecerián lazos con los Ospinas y Bernales de Guasca y Guatavíta respectivamente, otros vecinos españoles serían García, Hernández, Izquierdo, Ramírez, Rubiano etc. 
Haciendas Históricas
Las tierras asignadas a los primeros conquistadores españoles se servían de la mano de obra nativa para el cultivo y el mantenimiento de ganado. Así tenemos que toda la margen occidental del río Teusaca y gran parte del sur del municipio pertenecía a los encomenderos, donde a lo largo de la historia construyeron sus casonas; algunas con más de 200 años de historia, que heredaron sus descendientes vinculados a las guerras de secesión o configuración de la república y poco a poco se convirtieron en la elite social y política del país que perdura hasta el día de hoy. Al igual que antes las estancias sirvieron para dar trabajo a la población, esta vez no esclavizada y que a raíz de su trabajo fueron adquiriendo pequeñas parcelas alrededor de estas formando las veredas actuales.
| Haciendas históricas | Haciendas históricas    | Reseña |
| -------------------- | ----------------------- | --- |
|                      | Hacienda los Estados    | Ubicada en la vereda de Meusa, perteneció a las familias Silva, Vergara y Gálvez antes del siglo XX                                  |
|                      | Hacienda Casablanca Sur | Ubicada en la vereda de Meusa, la Hacienda Casablanca Sur también era denominada Ortiz o Vargas por el apellido de sus propietarios. |

### Época Republicana
Los habitantes de Sopó participaron en algunos hechos de la independencia ofreciendo soldados cuyo principal exponente fue el sargento Chunza, igualmente participó en las distintas guerras civiles que ocurrieron durante el siglo XIX enviando soldados, como los 40 lanceros cuyo nombre ha borrado el tiempo, que participaron en la Guerra civil colombiana de 1876-1877 también llamada guerra de las escuelas, en la que los conservadores se oponían a la educación laica, en un altercado en el puente del común muere el soposeño Eduardo Ramírez, mayordomo de Yerbabuena; así mismo la zona de Puente Sopo y Casablanca sur fueron escenarios de batallas campales, en ese contexto también varios terratenientes fueron obligados a subsidiar a los ejércitos con semovientes y entre los generales figuran los Acosta.
En 1861 en el marco de la guerra de las soberanías que tumbo al presidente Mariano Ospina, fue asesinado el cura párroco de Sopó Eusevio Barreto por el negro Victoria, un soldado de las huestes de Tomas Cipriano de Mosquera.
Las familias Acosta y Ortega al parecer, en cabeza de Pedro León Acosta también perpetraron un intento de asesinato el 10 de febrero de 1906 en la zona conocida como Barrocolorado contra el presidente de Rafael Reyes, al permitir el ingreso de liberales a su gobierno, Pedro huyó primero hacia el occidente de la naciente ciudad y luego se ocultó en los cerros de San Bernardo, hoy Tominejas, en la cueva del encanto desde donde se comunicaba con su familia que vivía en la planicie de hacienda de la Ofrenda, finalmente huyó vestido de mujer hacia Cartagena.
Resguardo Indígena de Sopó
Lograda la independencia, las tierras de resguardo se repartieron entre los habitantes indígenas y pasaron de ser propiedad colectiva a privada, algunas de las familias que aparecen en varios documentos son Nivia, Sastoque, Chivata, Cuitiva y Teque principalmente, estos unirían sus lazos familiares con otros vecinos de Sopó y Guasca principalmente.
Resguardo Indígena de Meusa
Como mencionamos antes nunca se dio el traslado de los nativos a Meusa, y en cambio se les asignó a estos tierras al occidente de Cueca; sin embargo tampoco se llevó a cabo su traslado por lo que permanecieron en sus tierras formando el caserío que se encuentra actualmente, luego en los registros históricos y notariales aparecen para la época tierras de resguardo o baldías pertenecientes a la nación, la vereda de Meusa aprovechando esta coyuntura el 8 de julio de 1940 reúne a los comuneros del partido de Meusa con el fin de fundar el cabildo de indígenas para hacer respetar y guardar los resguardos, nombrando así a José Domingo López como alcalde de indígenas; Luis Sandoval como alcalde suplente; Argemiro Firabitova y Gregorio Sastoque como vocales y Gamaliel Piñeros como secretario; en el acta se excluyen obviamente a los propietarios de Casablanca Ortiz y en presencia de varias personas, entre cuyos apellidos figuran Rodríguez, Sandoval, Nivia, Rubiano, Peña, Fernández, Samudio, Tovar, Sastoque, Firavitova, Cuestas, Ospina y Pedraza. Luego, el 24 de julio de 1940, se presenta un altercado por la invasión del resguardo lo que lleva a un pleito que se extiende hasta 1944.

## División Político-Administrativa
Aparte de su Cabecera municipal. Sopó tiene bajo su jurisdicción los siguientes Centros poblados:
- Briceño
- Gratamira
- Hatogrande
- La Diana
- Mercenario
- Pueblo Viejo

### Veredas
Además, el municipio está compuesto con las siguientes veredas:
Aguascalientes, Aposentos, Bellavista, Centro Alto, El Chuscal, El Mirador, La Calorina, La Violeta, Los Comuneros, Meusa, Gabriel.

## Movilidad

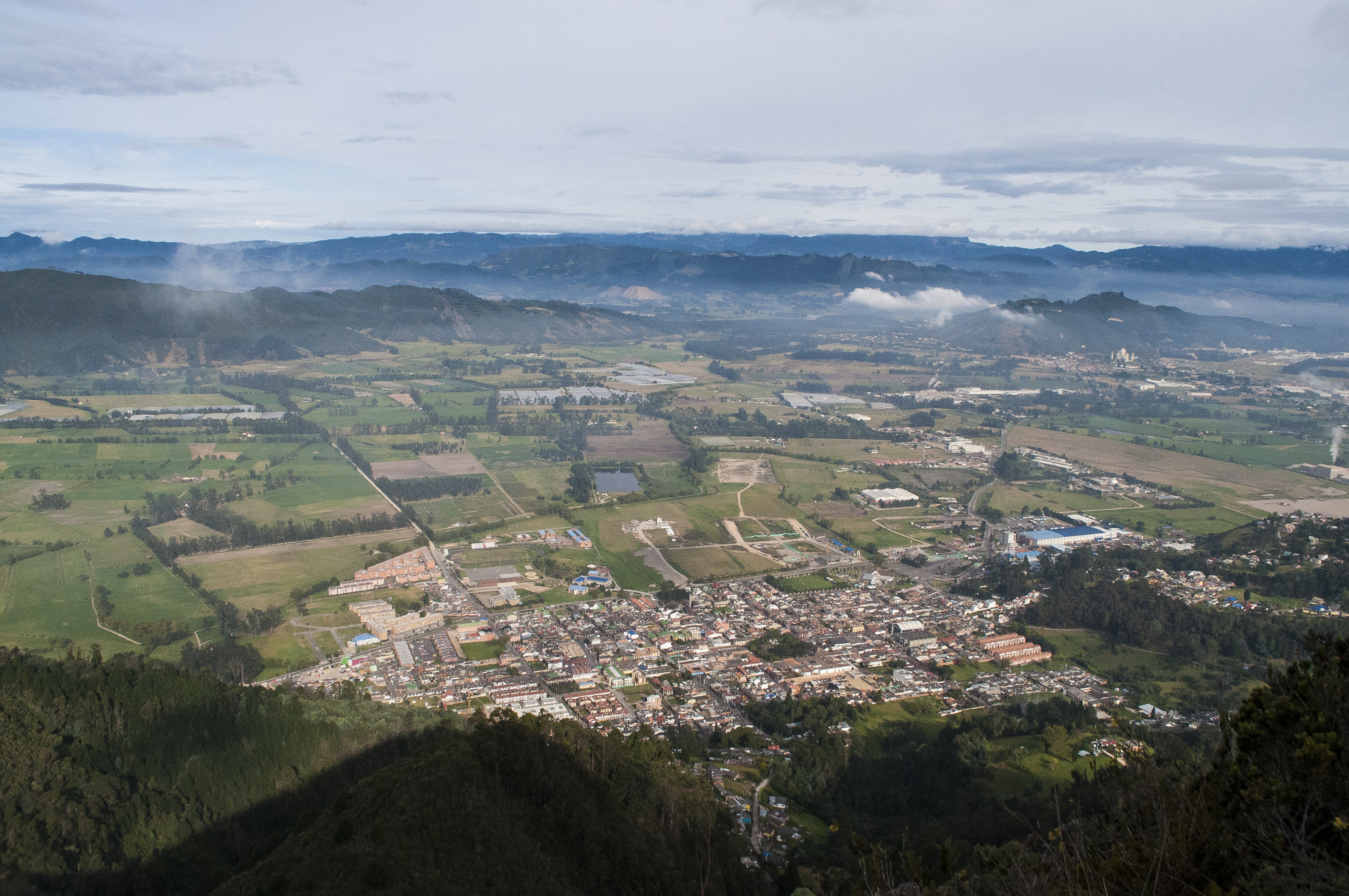
Sopó sombreado

A Sopó se llega por la Ruta Nacional 55 desde el municipio de Chía hasta el sitio de Briceño desde el cual se desciende al sur por la Ruta Nacional 50 llegando al casco urbano soposeño. Al sur se desciende por La Calera desde la localidad de Chapinero en Bogotá por el antiguo camino llamado la Serrezuela, por el Norte hacia Tunja y al Noroccidente la vía Briceño - Zipaquirá.
También hay otras vías menores como: la de Sopó-Tocancipá por Canavita; las Margaritas-Guasca por la vereda Gratamira; El camino que de puente adobes bifurca a Chía y La Calera o camino de Aguacaliente; el camino que conduce de Meusa a la Violeta; el camino Sopó-Guatavita por la vereda comuneros que bifurca a la vereda Tomine de blancos, vereda Canavita sector Buenos Aires de Tocancipá y a la vereda el Santuario en Guasca; el camino que conduce de Meusa a la vereda Mariano Ospina o camino de Casablanca; y el camino de herradura denominado "del indio" por la vereda el Chuscal que también va a la vereda Mariano Ospina.

### Geografía y Límites municipales
| Noroeste: Zipaquirá (Vereda Portachuelo) | Norte: Tocancipá | Nordeste: Guasca |
| Oeste: Cajicá                            |                  | Este: Guasca     |
| Suroeste: Chía                           | Sur: La Calera   | Sureste: Guasca  |

## Economía
La base económica del municipio está conformada especialmente por la agroindustria dedicada a la producción de derivados de lácteos, (tanto así que en tiempos antiguos éramos denominados "requesones") floricultura, además algunas gamas industriales dedicadas a la producción de bienes para el sector de la construcción y la fabricación de fósforos; le siguen en su orden las actividades comerciales, prestación de servicios y financieras.
Aparte de esto, dentro del municipio se han estado construyendo áreas residenciales campestres para familias no oriundas, de estrato socioeconómico alto, las cuales cuentan en su mayoría con campos de golf, áreas de equitación, lagos, zonas húmedas etc.

### Industria
- Alpina Colombia multinacional colombiana dedicada a la producción y venta de derivados lácteos. Nacida en Sopó en 1945 en una antigua casona denominada "el Comisariato" en la vía al santuario.
- Otras fábricas de productos lácteos del municipio: Castilac, Sopó Lite (desaparecida), El Rancho.
- Corona S.A. Manufactura y comercialización de productos para el hogar y la construcción.
- Cerámica San Lorenzo: Manufactura y comercialización de productos para el hogar y la construcción.
- Muebles y Accesorios: fabricación y comercialización de muebles para el hogar.
- Fonandes S.A. Manufactura de productos para el hogar.
- Arauco Premium Outlet.[12]
- The Pottery: cerámica.
- Floristerías: Suasuque S.A.S. Flores El Rebaño, Calima, Rosas de Sopó, El Milagro, Frespo (desaparecida), Sthonia,
- Abuelita Salón de Onces: Repostería
- Vitalis S.A.C.I.

## Educación
Sopó cuenta con las siguientes instituciones educativas de carácter público:
- Institución Educativa Pablo VI (sedes Marco Fidel Suárez, Los Comuneros y Escuela Departamental)
- CEIS Complejo Educativo Integral de Sopó
- Institución Educativa Departamental Rafael Pombo
- Institución Educativa Departamental Técnica La Violeta (sedes Pío X San Gabriel y Santo Domingo Savio Meusa)
- Aeiotu

Y de carácter privado:
- Colegio Cooperativo de Sopó.
- Colegio Fray Francisco Chacón.
- Colegio Campo Alegre (Hatogrande)
- Colegio Divino Niño (Meusa)
- Jardín Psicopedagógico El Carrusel
- Gimnasio Claudio Monteverdi
- Campoalegre.

Además, el municipio mantuvo un convenio con la universidad INCCA de Colombia, impartiendo cátedra en la sede del Colegio Pablo VI.

## Turismo
|                     |
| Cabaña Alpina Sopó. |

|                                |
| Sendero a la Cruz de Pío Nono. |

|                                       |
| Réplica del puente construido en 1695 |

|                                   |
| Estación del ferrocarril Briceño. |

- Deportes Extremos: en el territorio se encuentra uno de los mejores espacios para la práctica de deportes extremos tales como el Parapente, el Delta, PaintBall, el Down Hill, modalidad ciclística de reciente práctica y Enduro. Es por eso que en este municipio se han realizado competencias a nivel nacional.
- Parque ecológico Pionono: el cerro Pionono presenta alturas que comprenden desde los 2800 m s. n. m. hasta su pico máximo de 3.250 llamado Cerro de las Águilas. Por sus características geomorfológicas se ha constituido en una gran reserva forestal para la recarga de acuíferos. Su fauna está representada por mamíferos como liebres, armadillos, golondrinas, mirlas, copetones, reptiles y anfibios.
- Plaza de Artesanos de Sopó: Productos tejidos en lana virgen y acrílica; pintura sobre tela y artículos en madera en la plaza de los artesanos ubicada al costado norte de la Iglesia Divino Salvador de Sopó.
- Puente Sopó: Lugar histórico, recreación, caminatas, navegación a remo, ecoturismo
- Cabaña Alpina: Degustación de postres y derivados lácteos.
- Proyecto Parque Temático[14] (hatogrande)
- Isla Morada[15]

### Lugares de Interés
- Cacique Sopó: reliquia histórica.[16]
- Parroquia Divino Salvador de Sopó y Casa Cural: constituyen un atractivo religioso. Es una construcción del siglo XVIII, célebre por la magnífica colección de lienzos conocidos como Los Arcángeles de Sopó.[17][18]  fue restaurada por la fundación para la conservación y restauración del patrimonio cultural colombiano en 1984. El reloj que se encuentra actualmente, fue donado por el presidente Marco Fidel Suárez en 1912, quien además habitó la Hacienda la Trinidad

- Santuario de Nuestro Señor de la Piedra.[19]

- Casa Colonial Acosta: reliquia arquitectónica.
- Auditorio Silveria Espinosa de Rendón.
- Hacienda Altamira: se encontraron fosas en las que reposaban restos de una nación de caníbales anterior a la Chibcha, posiblemente una de las más fuertes de la comarca.
- Cementerio Central: lugar donde están sepultados Eduardo Carranza y su hija María Mercedes Carranza y otras figuras como Miguel Avellaneda, fue destruido en 2011 por el párroco del momento, sin consulta previa.
- Centro Recreo deportivo la Trinidad.
- Concha Acústica de San Agustín.
- CIC Centro de Integración Cultural
- Hacienda Hatogrande: Perteneció a importantes figuras del país entre ellos: La familia Sanz de Santamaría Gómez de Salazar, arrendada el coronel Barriga Y Brito, después por orden de Bolívar fue donada a Francisco de Paula Santander, entre otros propietarios figuran los hermanos Silva Fortul (uno de ellos abuelo del poeta José Asunción Silva) y a José María "Pepe" Sierra.
- Casablanca Norte: propiedad de la familia Zalamea, allí gobernó durante 5 días Miguel Antonio Caro
- Puente Sopó: El 19 de noviembre de 1876 lucharon los gobiernistas del General Alejo Morales y la Guerrilla de Guasca del General José María Herrán.
- Estación de tren Eduardo Briceño.

### Eventos
- Celebración de Reyes Magos (enero)
- Cumpleaños de Sopó (mayo)
- Orden al mérito Fray Francisco Chacón (mayo)
- Semana de la Juventud (agosto)

- Semana Cultural (octubre)
- Concurso de Poesía Eduardo Carranza (semana cultural)

- Festival a la mama
- Ferias y Fiestas: (diciembre)

## Cultura

### Medios de comunicación
El municipio cuenta con un canal comunitario de señal cerrada "Sopó tv" manejado por la APS sistema de televisión por cable privado sin ánimo de lucro. También posee la emisora "Sopó Radio" que funciona en la frecuencia 95.6 FM de carácter oficialista; anteriormente existía "Chuscal Stereo" en las 107.8  FM de carácter público hasta su desaparición en el año 2014, por irregularidades en la frecuencia 107.8, lo cual generaba interferencia con Minuto de Dios 107.9, una emisora comercial de la Ciudad de Bogotá, cuyo cubrimiento es el Área Metropolitana de Bogotá, por su parte Chuscal Stereo le quitó parte de la cobertura de Minuto de Dios 107.9, en la parte Norte de Sabana Centro, parte de la provincia del Guavio, incluyendo el municipio de Sopó, otros municipios de dichas provincias como Zipaquirá, Tocancipá, parte de Guasca, La Calera, parte de Chía, parte de Tabio y Cajicá, al momento de sintonizar la emisora, resulta que tanto Chuscal Stereo 107.8, como Minuto de Dios 107.9 se podían escuchar dichas emisoras al mismo tiempo y por ese caso Chuscal Stereo tuvo que salir del aire, para que Minuto de Dios 107.9 recuperara su cobertura comercial. El municipio cuenta también con periódicos como: el Hablador y El Comercio.

### Grupos Artísticos
Colectivo de Artistas independientes de Sopó

| Grupo                                   | Actividad         | Creación            |
| --------------------------------------- | ----------------- | ------------------- |
| Teatro obrero estudiantil Sopó T.O.E.S. | Teatro            | Siglo XX - disuelto |
| Puño del Pueblo                         | Música            | disuelto            |
| Kaotica                                 | Música            |                     |
| Faded Memories                          | Música Hardcore   | 2015 - disuelto     |
| Anhelo Carranguero                      | Música            |                     |
| Espacio Teatral                         | Teatro            | 2013 disuelto       |
| Artes                                   | disuelto          |                     |
| Amar Carranguero                        | Música            |                     |
| Taran                                   | Artes circenses   | disuelto            |
| Bagüe                                   | Pintura Muralista |                     |
| Sopó es Diverso                         | Pintura Muralista | 2017                |
| Hijos del Cueca                         | Cultura Hip Hop   | 2017                |
| Coluba                                  | Música            | 2013                |

### Deporte
El municipio cuenta con una escuela de formación deportiva administrada por la subsecretaria de recreación y deporte donde se practican más de 14 deportes.
| Equipo             | Deporte | Creación            |
| ------------------ | ------- | ------------------- |
| Club Cerro Pionono | Fútbol  | 2013                |
| Club Juventus      | Fútbol  | Siglo XX - disuelto |

## Símbolos

### Bandera

Bandera de Sopó.

La bandera de Sopó está compuesta por dos franjas horizontales, una de color azul ubicada en la parte superior que representa las fuentes hídricas del municipio. En la parte inferior el color blanco representa la tranquilidad y la paz que "respira" el municipio.

### Escudo

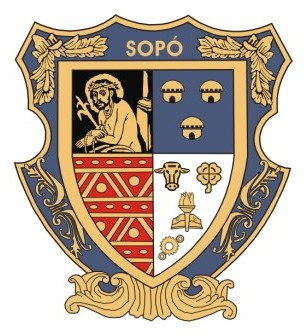
Escudo de Sopó.

El escudo de Sopó está dividido en cruz, y en cada sección se observa un elemento representativo del municipio. En el primer cuartel se encuentra la imagen de "mi padre Jesus de la Piedra", a la derecha de este se encuentran tres bohíos indígenas que representan los caseríos de Meusa, Cueca y Sopó. En la parte inferior izquierda se encuentra un diseño muisca que representa la cultura ancestral que habitó la región. Por último se encuentra una cabeza de ganado en referencia a la principal actividad del municipio, un trébol debido a la abundancia de la tierra, un engranaje por la industria, un libro y una antorcha que simbolizan la intelectualidad y el deporte. El borde del blasón está inspirado en el marco de los cuadros de los "arcángeles de Sopó".
Fue oficializado mediante Acuerdo número 025 del 17 de noviembre de 1993. Creado por el Maestro Luis Páscitto, instructor de artes plásticas del municipio.

### Himno
El himno de Municipio fue escrito y compuesto por Raúl Rosero Polo .

### Otros
Un símbolo de veneración católica es la imagen de "Mi padre Jesús de la piedra" como lo conocen los oriundos del municipio; a quien le conceden indulgencias desde que el papa Pio IX lo permitiera en el siglo XIX, en agradecimiento los soposeños bautizaron al cerro como "Pio nono". La imagen fue conservada en la iglesia principal hasta que en 1909 fue trasladada a una capilla construida para su veneración, cerca a la "quebrada de la Moya" donde una humilde lavandera la encontró el 3 de diciembre de 1753.

### Personajes
- Tyba Sopo (Siglo XVI), líder y mártir muisca
- Erwin Goggel (Sopó 1949-), Cineasta, camarógrafo y productor de La vendedora de rosas, hijo de Walter Goggel uno de los fundadores de Alpina
- Silveria Espinosa de Rendón(Sopó, Zamora 1815-1886), Poeta, nacida en la hacienda Zamora, hija de Bruno Espinoza impresor
- José Chunza, Sargento Mártir de la Independencia muerto en la Cabuya de Gachala en 1818
- Alberto Lleras Camargo (1906-1990), nacido en Hatogrande y Bautizado en Bogotá[20]
- Senen Ignacio Ortega Valenzuela (1835-1912), Líder conservador alcalde de Sopó, senador y otros cargos públicos, nacido en la hacienda Boyerito[21]
- Miguel Avellaneda Acosta (Guasca 1886- Sopó 1943) Fundador del Hospital de Sopó en 1939 y filántropo de huérfanos y pobres, dueño de la extinta hacienda la Violeta.
- Bernardino Ospina Rodríguez (Sopó, 1736 - Guasca, 1798), Alcalde de Guasca[22] abuelo del presidente Mariano Ospina Rodríguez

### Hermanamientos
La ciudad de Sopó tiene Hermanamientos con 4 ciudades alrededor del mundo
1. México Morelia (2014)[23]
2. México Cuitzeo (2016)[24]
3. México Tarimbaro (2021)[25]
4. México Pátzcuaro (2021)[26]
5. México Santa Ana Maya (2021)[27]

## Servicios públicos
- Energía Eléctrica: Enel, es la empresa prestadora del servicio de energía eléctrica.
- Gas Natural: Vanti es la empresa distribuidora y comercializadora de gas natural en el municipio.